# 汤加历史
東加的历史可以追溯到公元前900年。

## 早期历史
早在西元前900年左右，拉皮塔人就開始定居在現在的東加。他们主要以海洋生物为食，如鳗鱼、金枪鱼等。

## 汤加帝国
950年左右，在汤加塔布岛興起了政教合一的图伊汤加帝国，统治者为“图伊汤加”。在接下來的數個世紀中，該帝國成為南太平洋的霸主，疆域包括今日的薩摩亞、斐濟，影響力甚至達到了密克羅尼西亞。
1470年，图伊汤加在權力鬥爭中失敗，被迫將世俗權力轉讓給其弟“图伊哈塔卡拉瓦”，專任宗教領袖。1610年，“图伊哈塔卡拉瓦”又將權力轉移給其弟“图伊卡诺库珀鲁”。自此之後，東加由這三個家族的後代割據。由於內部不穩定，图伊汤加帝國的影響不斷縮小，進入17世紀之後，薩摩亞的脫離標誌著帝國的實際疆域已經和今日的東加王國一致。

## 欧洲人的到来
1616年，荷蘭人首先抵達東加，1643年1月21日，航海家阿貝爾·塔斯曼發現東加群島，但是這個群島並未引起他的興趣。1767年，英國航海家詹姆斯·庫克的到來方才標誌著東加進入了西方殖民者的視線。當時庫克受到當地人的友好招待，欣喜之下，他將東加稱為“友誼群島”，並贈給他們一頭牛，但是東加人從未見過牛，便以庫克的姓氏命名其為“庫克豬”。

## 统一
1799年，東加三家族爆發內戰。1822年，英國衛理公會傳教士抵達東加傳教。1831年，图伊卡诺库珀鲁家族首领陶法阿豪·圖普以皈依衛理公會為條件獲得了英國的支持，於1845年統一東加，稱“喬治·圖普一世”。
乔治·图普一世在位期间大力推行改革，仿效英国废除奴隶制。1875年，颁布宪法，设立议会、枢密院和内阁。1880年，任命英国人席利·贝克为首相，实行土地改革，将原本为国有的土地授予各贵族家族，并展开宗教改革，试图建立国家自由教会，摆脱英国控制。1890年，在英国的压力下，改革中止，贝克被流放。
1893年，喬治·圖普去世。其子喬治·圖普二世於1900年5月18日與英國簽訂保護條約，東加正式成為英國的保護國。
1970年，東加宣佈在英聯邦內獨立，繼續實行國王獨掌大權的君主立憲制。近年來，要求實行民主制的呼聲漸高，1994年，東加有史以來的第一個政黨東加人權民主黨誕生。